# فیاوه
فیاوه (به ایتالیایی: Fiavé) یک کومونه در ایتالیا است که در ترنتینو واقع شده‌است.

## خصوصیات
فیاوه ۲۴٫۳ کیلومترمربع مساحت و ۱٬۰۵۳ نفر جمعیت دارد و ۶۶۹ متر بالاتر از سطح دریا واقع شده‌است.